# Sławomir Tryc
Sławomir Tryc (ur. 19 listopada 1952 w Zgorzelcu) – polski niemcoznawca, tłumacz, dyplomata, menedżer kultury.

## Życiorys
Matura 1971 w Liceum im. Braci Śniadeckich w Zgorzelcu. Absolwent Instytutu Filologii Germańskiej Uniwersytetu Wrocławskiego; magisterium 1976 „Thomas Mann in Polen” (Tomasz Mann w Polsce).
Praca doktorska 1984 (UWr) „Friedrich Dürrenmatt na scenach polskich”. Wykładał w Instytucie Filologii Germańskiej UWr. Stypendysta Friedrich-Ebert-Stiftung (Bonn, Frankfurt n. Menem, Monachium), DAAD (Bonn) oraz OeAD (Wiedeń).  
W latach 1997–2001 kierował w Berlinie polskim Instytutem Kultury. W latach 2004–2009 radca, a następnie I radca, kierownik Wydziału, później Zespołu ds. Kultury, Nauki i Promocji w Ambasadzie RP w Berlinie.  
W 2013 powołany na stanowisko profesora na Wydziale Zarządzanie w Kulturze w Hochschule Zittau/Görlitz, University of Applied Sciences, na którym pozostawał do 2019. Od 2017 członek Kuratorium Fundacji Stadthalle w Görlitz, z którego ustąpił w 2021 w proteście przeciwko wydelegowaniu do Kuratorium przez władze miasta przewodniczącego frakcji AfD.
W latach 2010–2016 opiekun naukowy Muzeum Miejskiego Dom Gerharta Hauptmanna w Jeleniej Górze.